# فالسارتان/هيدروكلورثيازيد
فالسارتان/هيدروكلورثيازيد يُباع تحت الاسم التجاري كو_ديفون، وهو دواء يستخدم لعلاج إرتفاع ضغط الدم عندما تكون دواء فالسارتان وحده غير كافًا. هو مركب بين فالسارتان (مضادات مستقبلات الأنجيوتينسن II) وهيدروكلورثيازيد (مدر بول). يؤخذ عن طريق الفم.
تتضمن الآثار الجانبية الشائعة الدوخة والصداع. قد تتضمن الأعراض الجانبية الخطيرة تفاعلات تحسسية، اضطرابات الكهرل، والزرق. لا يوصى بستخدامه أثناء الحمل.
تمت الموافقة على التركيبة للاستخدام الطبي في الولايات المتحدة في عام 1998. وهي متوفرة كدواء عام. يُكلف العرض الشهري في المملكة المتحدة هيئة الخدمات الصحية الوطنية (المملكة المتحدة) حوالي 1.85 اعتبارًا من عام 2019. في الولايات المتحدة تبلغ تكلفة البيع بالجملة حوالي 4.40 دولار أمريكي. في عام 2017، كان الدواء رقم 133 الأكثر شيوعًا في الولايات المتحدة، مع أكثر من خمسة ملايين وصفة طبية.

## روابط خارجية
- "تركيبة فالسارتان وهيدروكلورثيازيد". بوابة معلومات الدواء. مكتبة الطب الوطنية الأمريكية. مؤرشف من الأصل في 2020-02-13.